# Onthophagus flagrans
Onthophagus flagrans är en skalbaggsart som beskrevs av Edmund Reitter 1893. Onthophagus flagrans ingår i släktet Onthophagus och familjen bladhorningar. Inga underarter finns listade i Catalogue of Life.